# Debbie Flood
Deborah Kirsty „Debbie“ Flood (* 27. Februar 1980 in Harrogate) ist eine britische Ruderin. Sie gewann bis 2011 drei Weltmeistertitel und zwei olympische Silbermedaillen.

## Karriere
Im Jugendbereich war Debbie Flood sowohl als Judoka als auch als Ruderin aktiv, bis sie sich irgendwann ganz auf den Rudersport konzentrierte. 1998 gewann sie zusammen mit Frances Houghton im Doppelzweier die Bronzemedaille bei den Junioren-Weltmeisterschaften. 1999 siegten die beiden beim Nations Cup, dem Vorläufer der U23-Weltmeisterschaften; 2000 gewann Debbie Flood den Nations Cup im Einer. 2001 gewann Flood zusammen mit Frances Houghton in Wien ihre erste Weltcupregatta, bei den Ruder-Weltmeisterschaften 2001 belegte sie mit Houghton den siebten Platz im Doppelzweier und saß auch im sechstplatzierten britischen Achter. 2002 erreichte sie zusammen mit Houghton den vierten Platz bei den Weltmeisterschaften, 2003 wurde sie Vierte zusammen mit Rebecca Romero. Bei den Olympischen Spielen 2004 gewann der britische Doppelvierer mit Alison Mowbray, Debbie Flood, Frances Houghton und Rebecca Romero die Silbermedaille hinter dem deutschen Boot.
2005 bildete Flood zusammen mit Elise Laverick einen Doppelzweier, bei den Weltmeisterschaften fuhren die beiden auf den fünften Platz. 2006 kehrte sie in den Doppelvierer zurück, der bei den Weltmeisterschaften in Eton mit Debbie Flood, Sarah Winckless, Frances Houghton und Katherine Grainger zunächst den zweiten Platz belegte, aber nach einer Doping-Disqualifikation gegen den russischen Vierer nachträglich mit Gold ausgezeichnet wurde. Bei den Weltmeisterschaften 2007 verteidigten Annie Vernon, Debbie Flood, Frances Houghton und Katherine Grainger den Titel erfolgreich. In der Olympiasaison 2008 blieb das Boot personell unverändert, gewann aber nur das erste Weltcuprennen, in Luzern siegten die Chinesinnen vor den Amerikanerinnen und den Britinnen. Bei der Olympischen Regatta in Peking konnten die Chinesinnen vor heimischem Publikum siegen. Nach einer Wettkampfpause 2009 kehrte Debbie Flood 2010 in den Doppelvierer zurück, der in der Besetzung Debbie Flood, Beth Rodford, Frances Houghton und Annie Vernon den Weltmeistertitel gewann.  
Debbie Flood hat einen Studienabschluss in Physiologie und Biochemie der University of Reading. Sie engagiert sich in der Initiative Christians in Sport. 